# Naeso sa
Naesosa sa (내소사 Klasztor Miejsca Odrodzenia) — koreański klasztor.

## Historia klasztoru
Klasztor został zbudowany w 633 roku przez mnicha Hyegu Dutę i pod inną nazwą - Sorae sa na zboczu góry Pyŏn. właściwie mnich ten wybudował dwie świątynie: większą Taesorae sa i mniejszą - Sosorae sa. Jakiś czas potem Taesorae sa została spalona, a mniejsza rozwijała się dalej i to ona stała się Naseo sa.
Klasztor został odnowiony w 1633 roku przez mnicha Ch'ongmina. Wtedy zmieniono nazwę na Naeso sa.
W roku 1865, klasztor został odnowiony przez mnicha sŏn Kwanhae. Wiele lat później został znów odnowiony przez mnicha sŏn Manho.
W wieku 13 lat został w tym klasztorze nowicjuszem późniejszy mistrz sŏn - Haean (1901–1974).
W 1986 roku klasztor został chronionym obszarem kulturalnym. Obecnie leży na terenie Narodowego Parku Pyŏnasanbando.

## Adres klasztoru
- 268 Seokpo-ri, Jinseo-myeon (243 Naesosa-ro), Buan, Jeollabuk-do, Korea Południowa

## Galeria

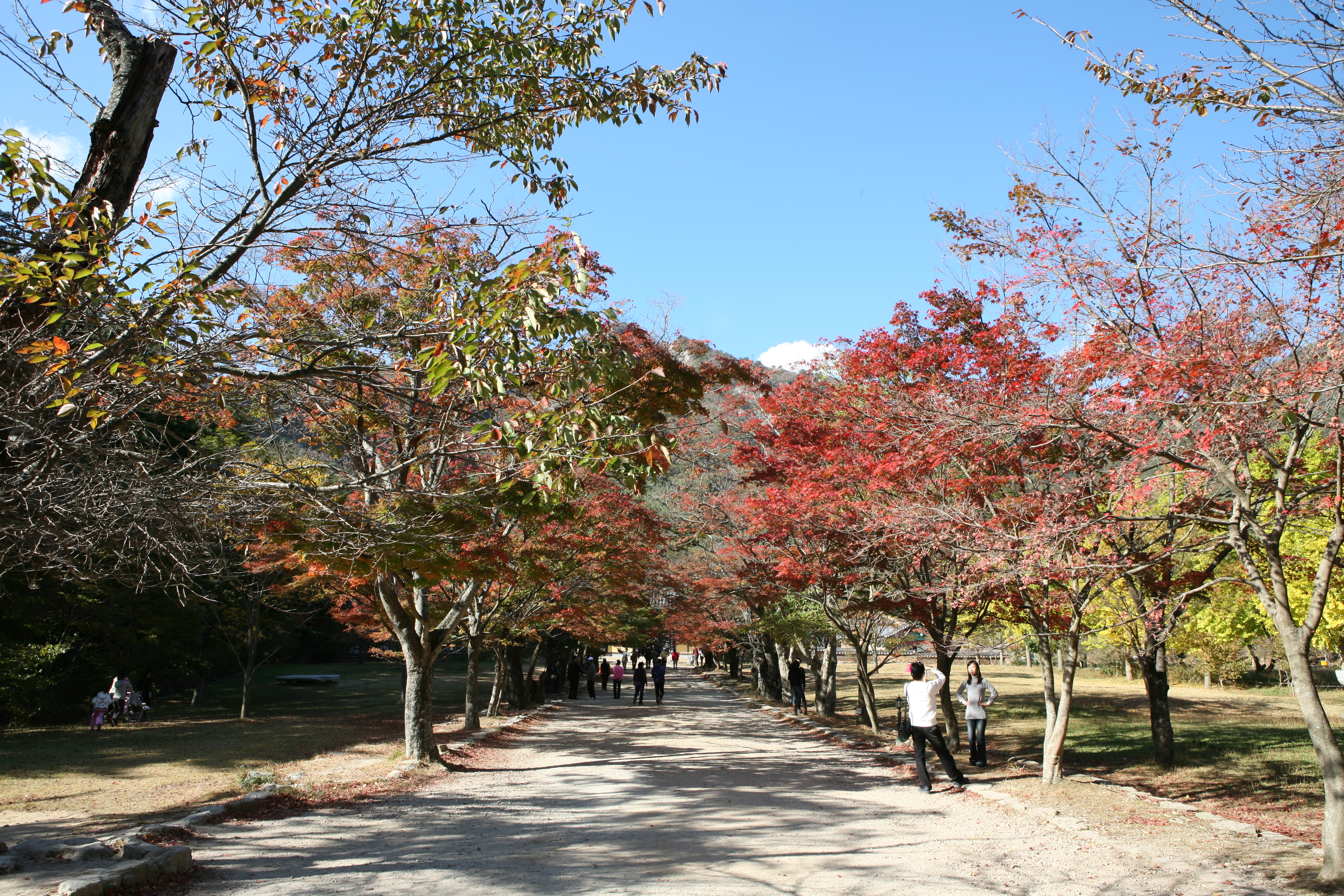
Droga do klasztoru
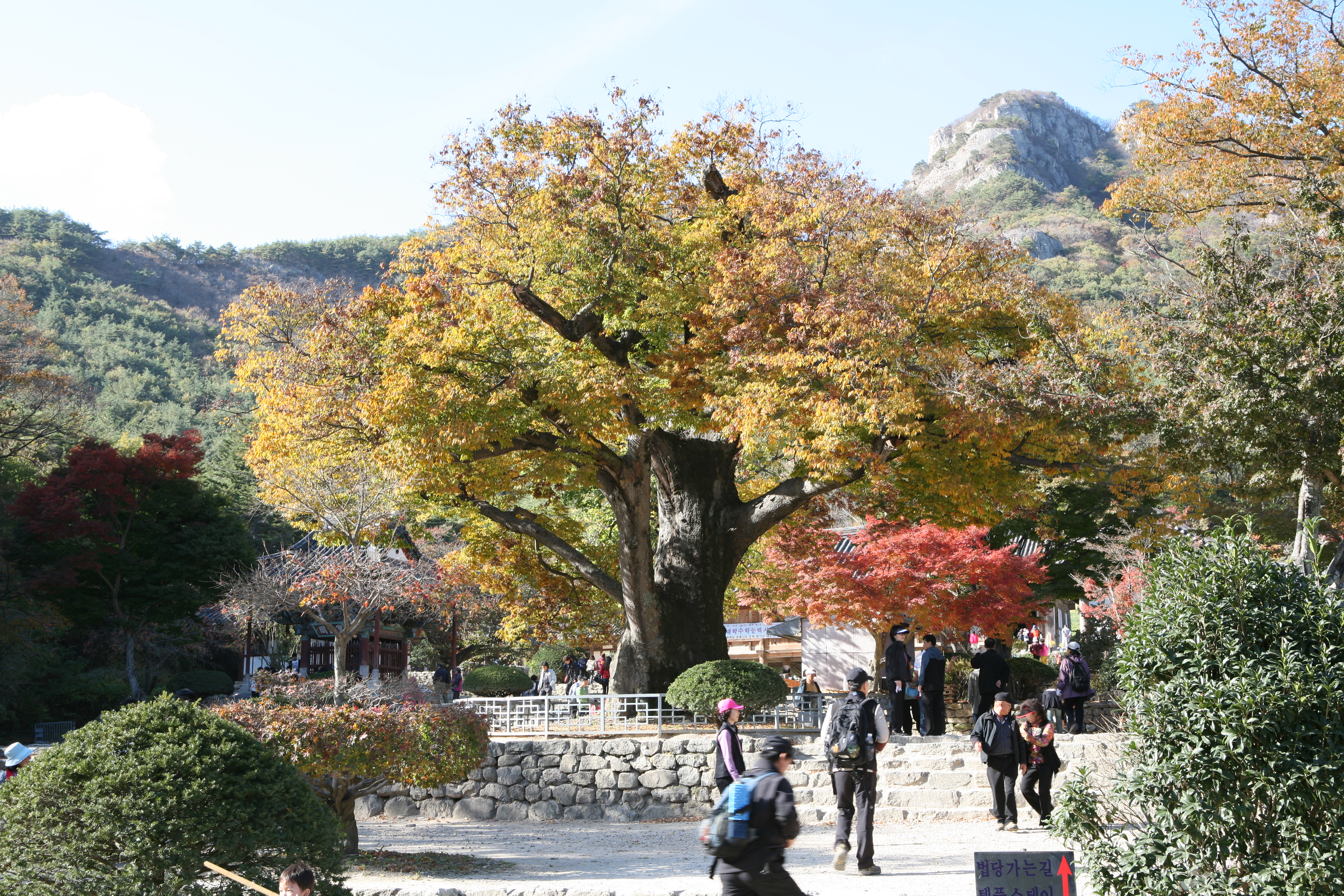
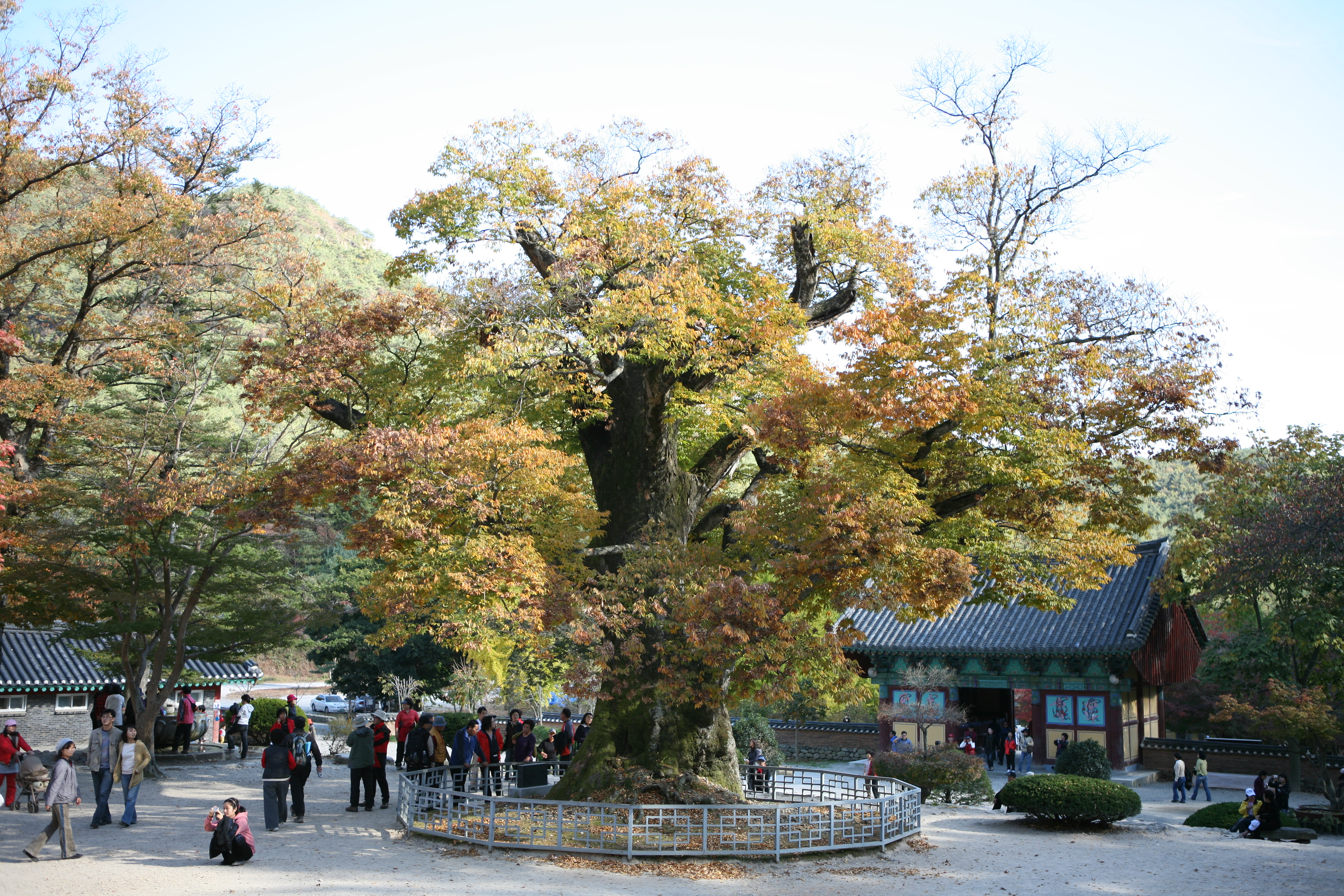
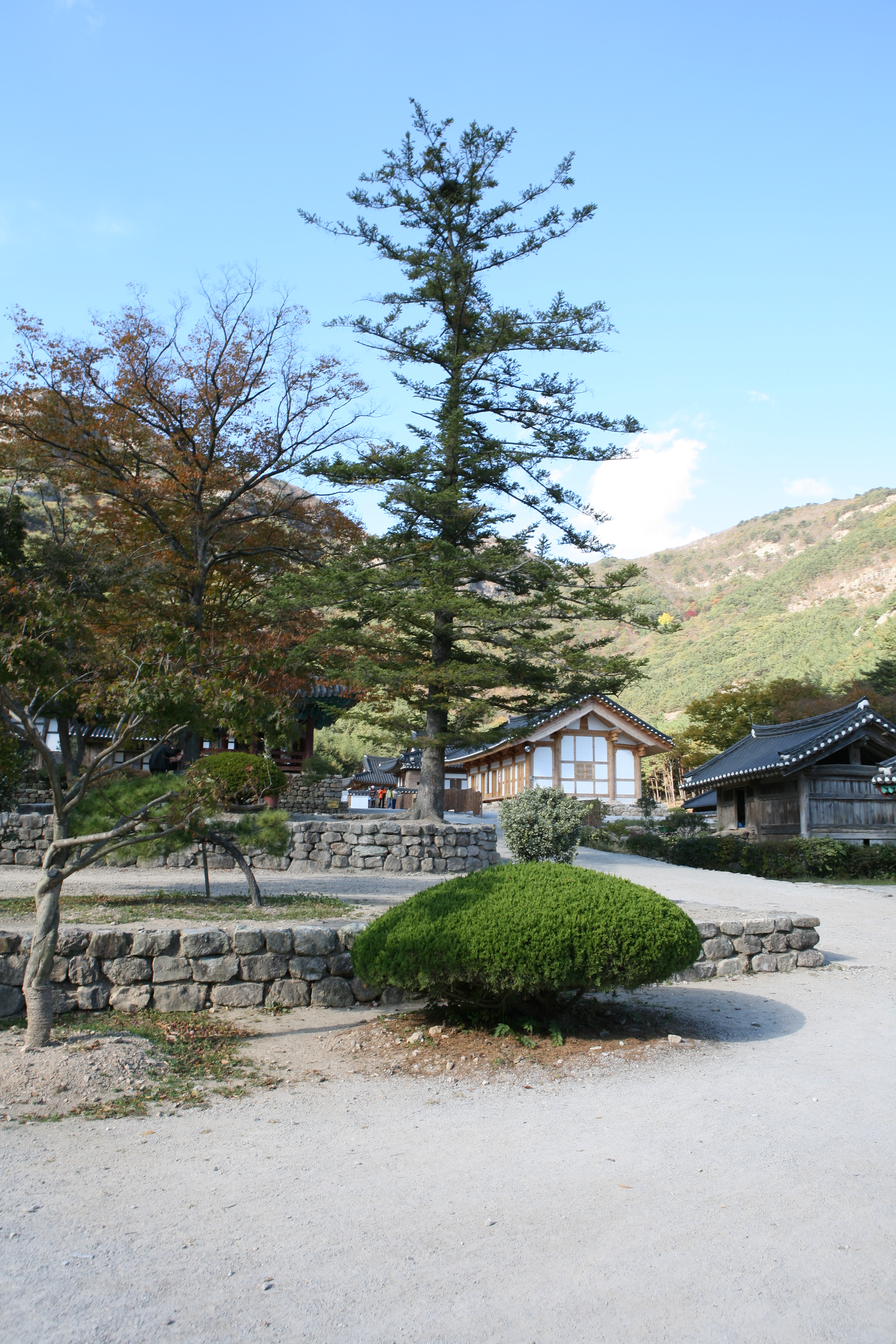
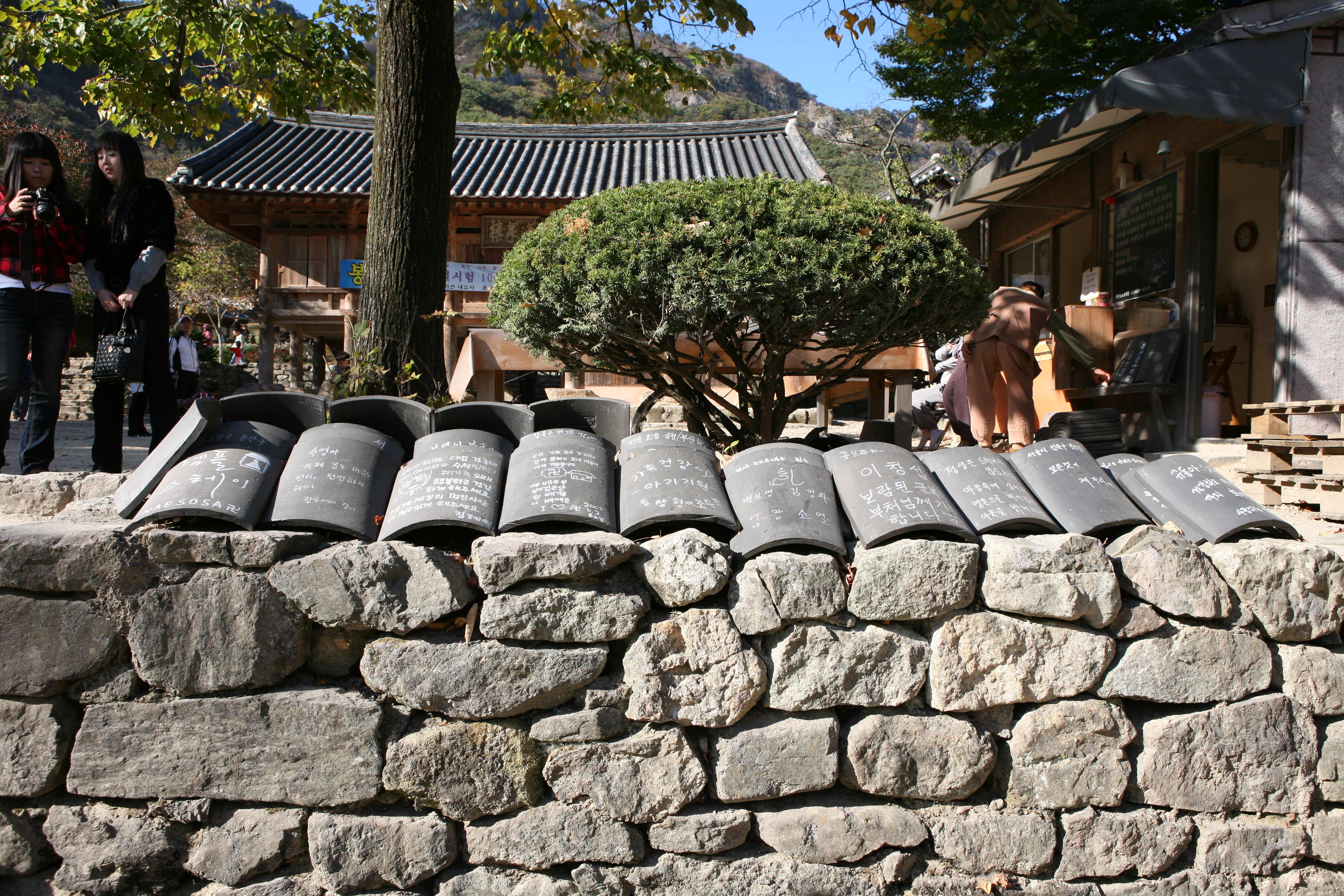
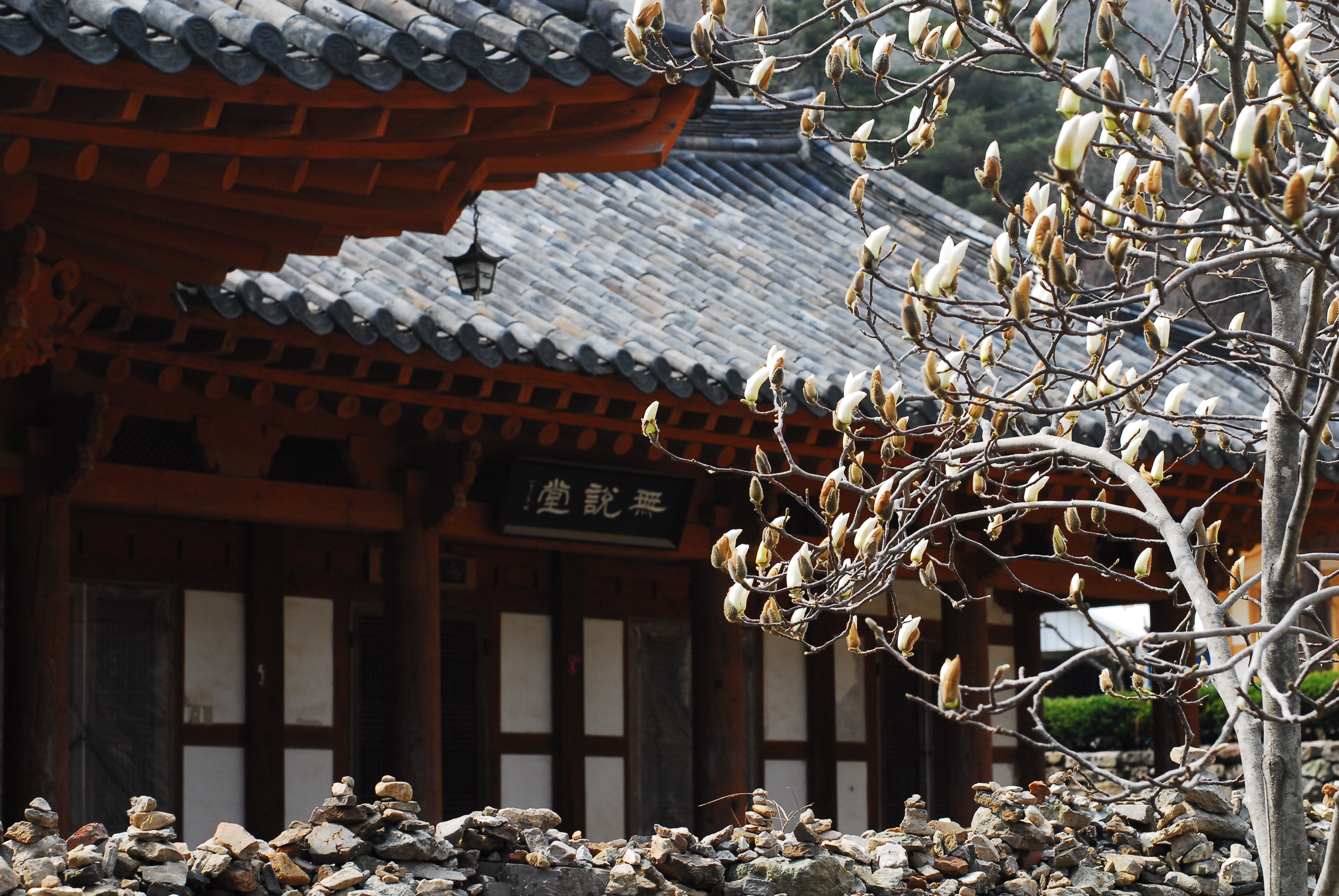
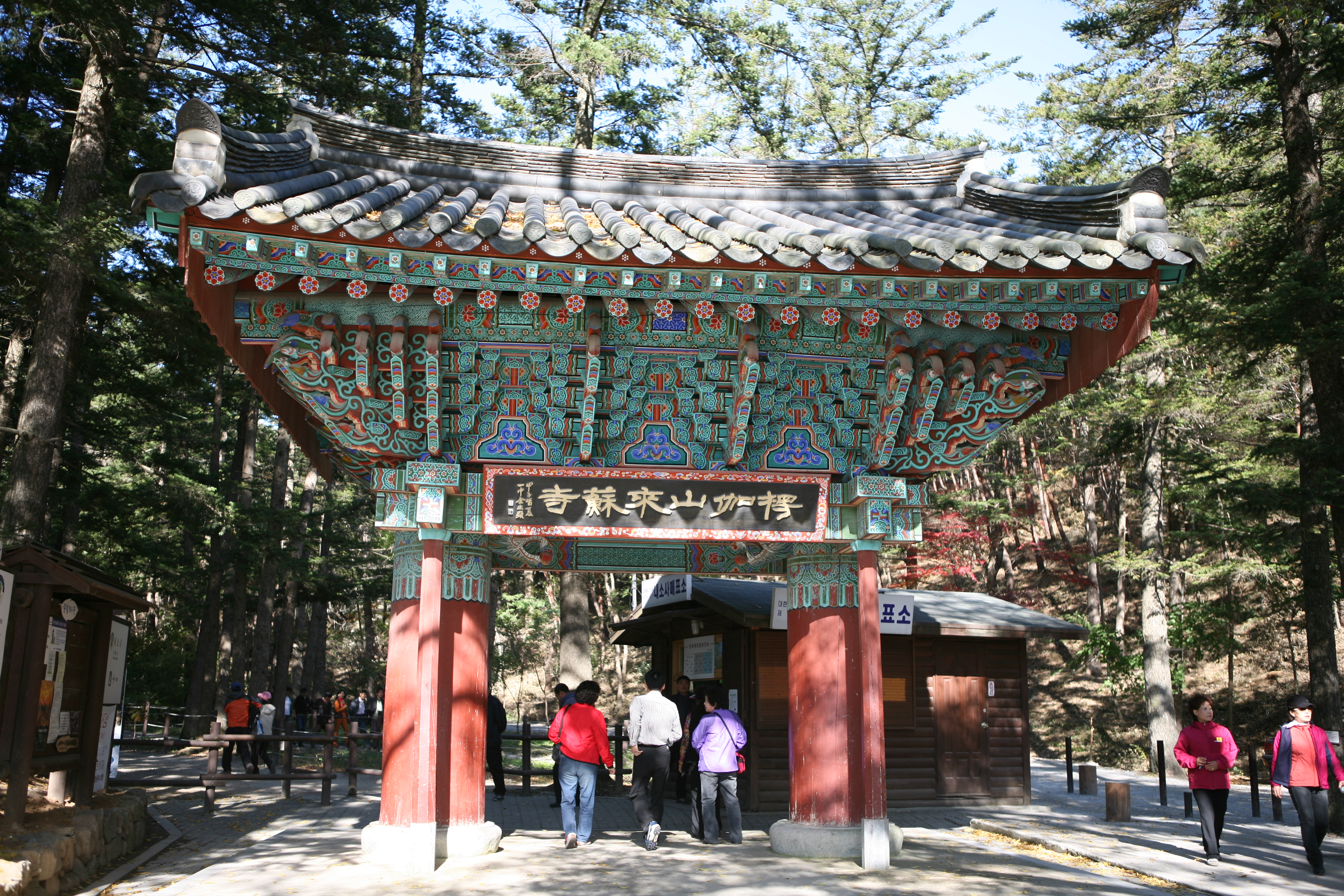
Brama Iljumun
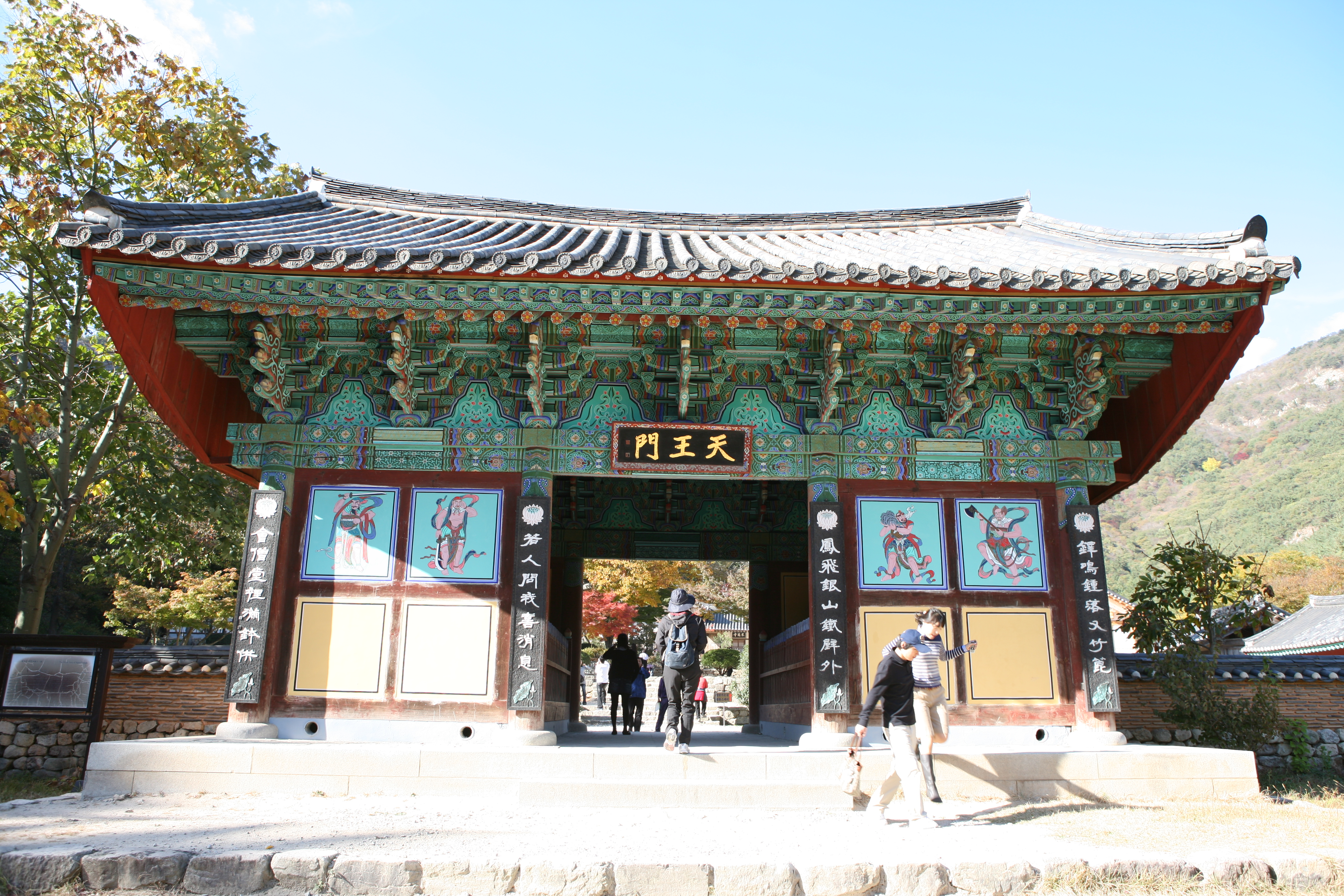
Brama Ch'ŏnwangmun
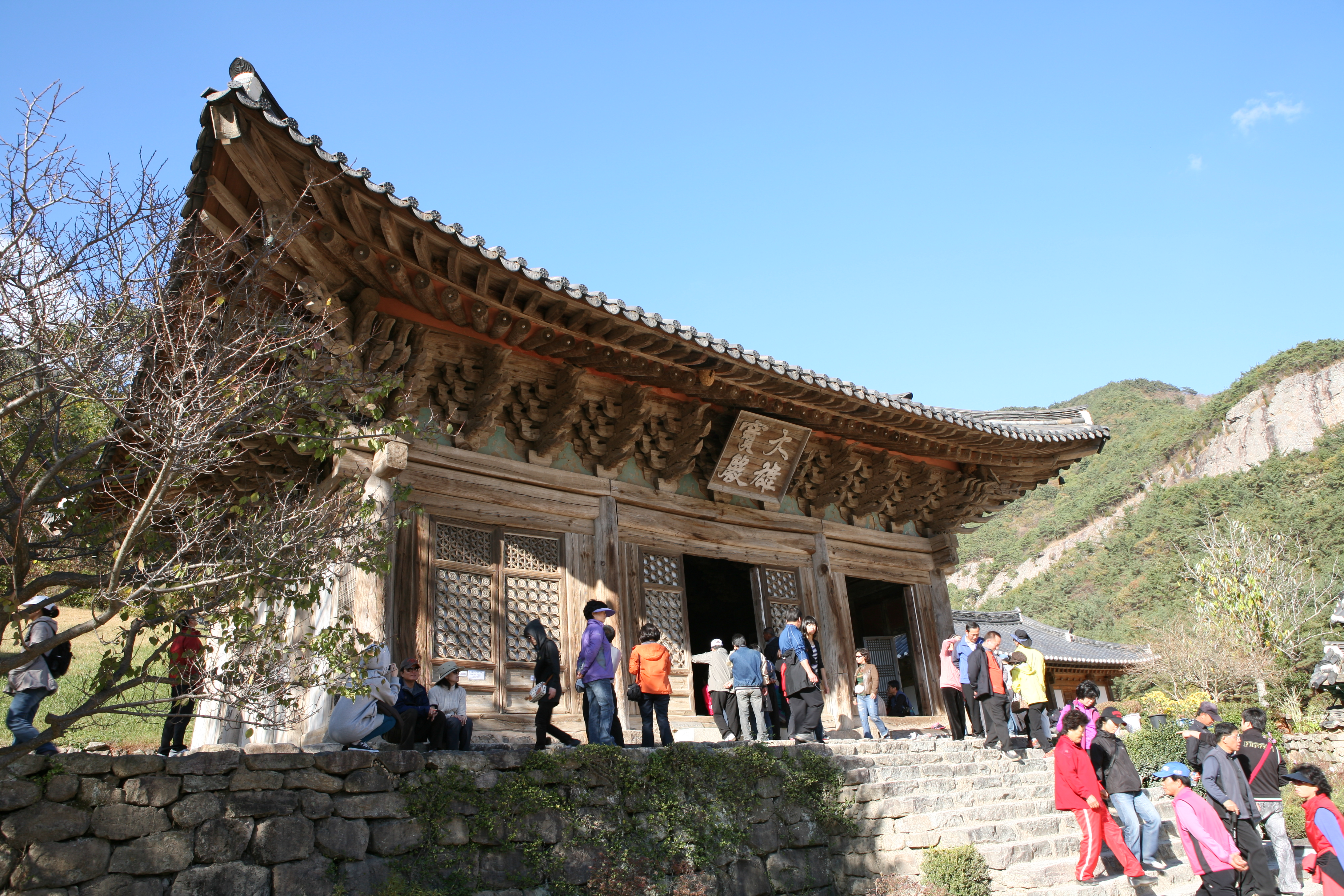
Taeungbojŏn
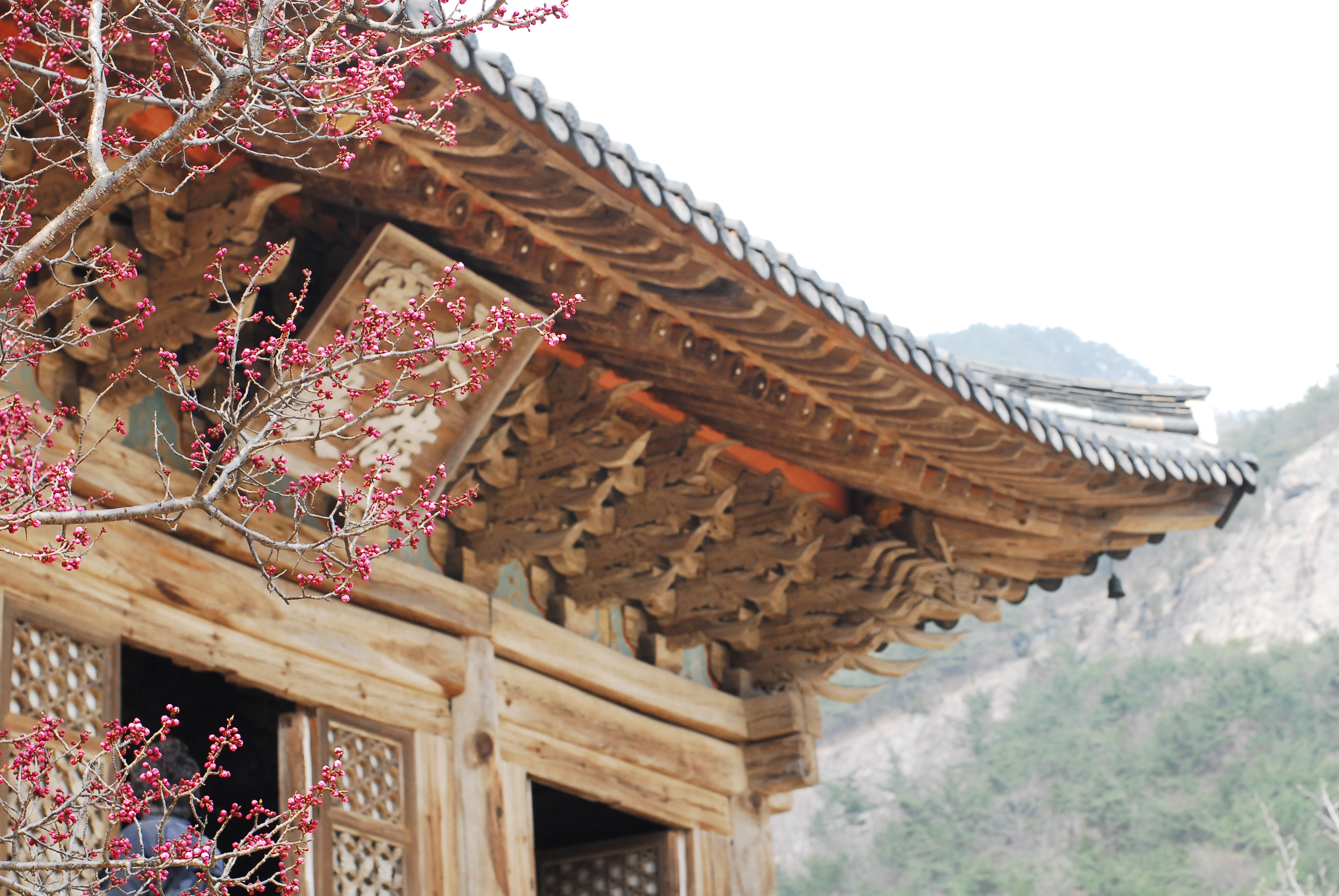
Taeungbojŏn
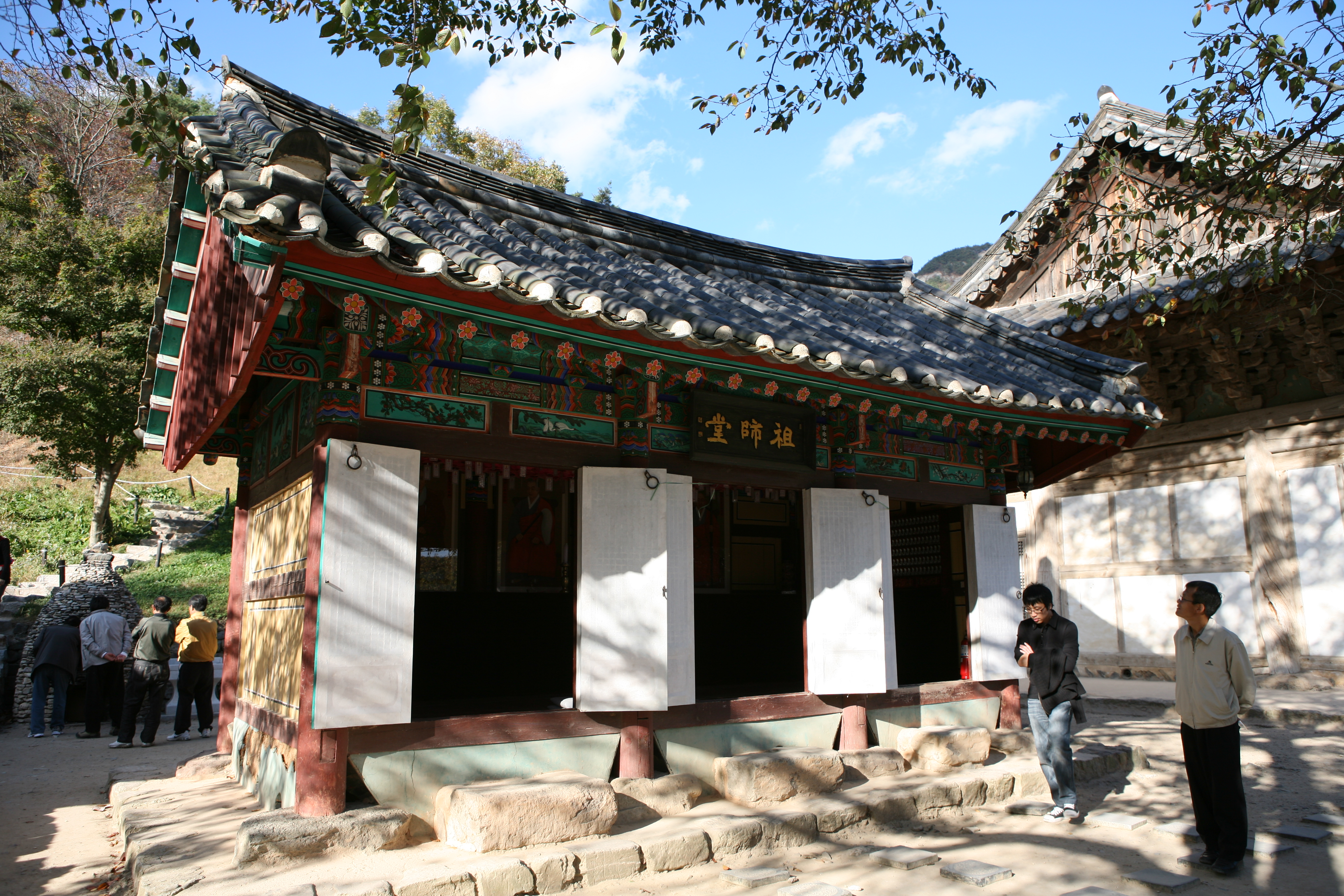
Chosadang
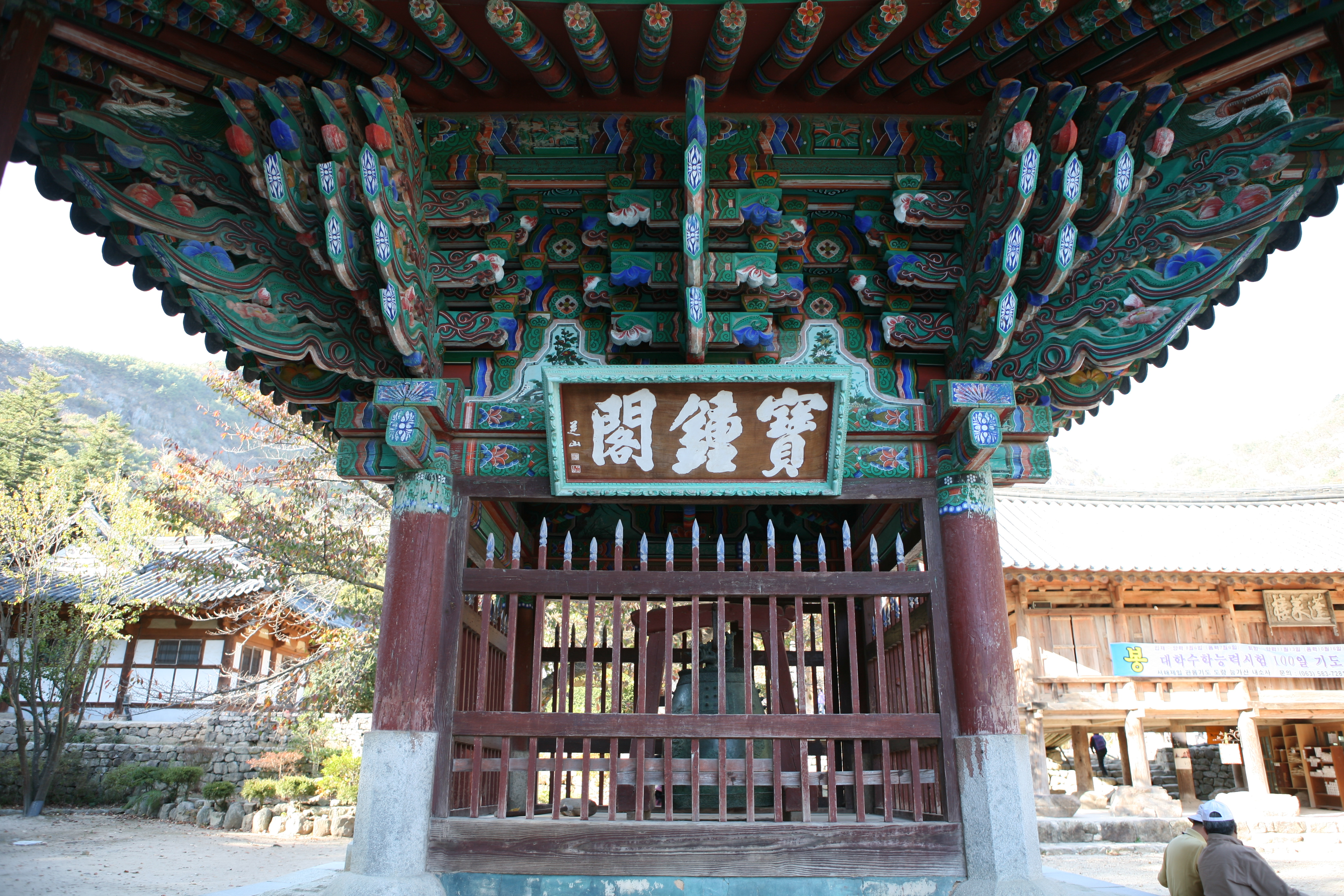
Pojonggak - pawilon dzwonu
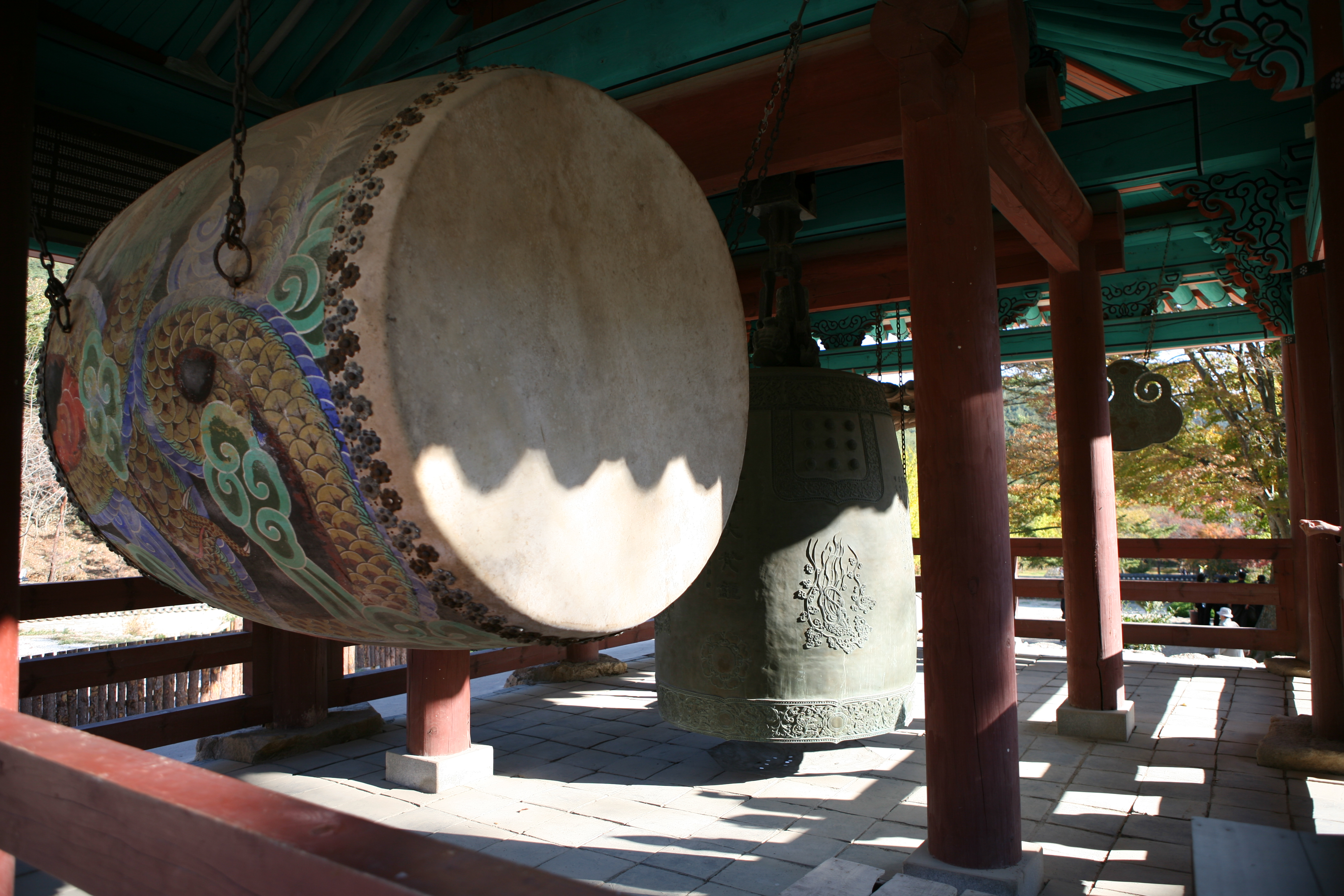
Bęben i dzwon
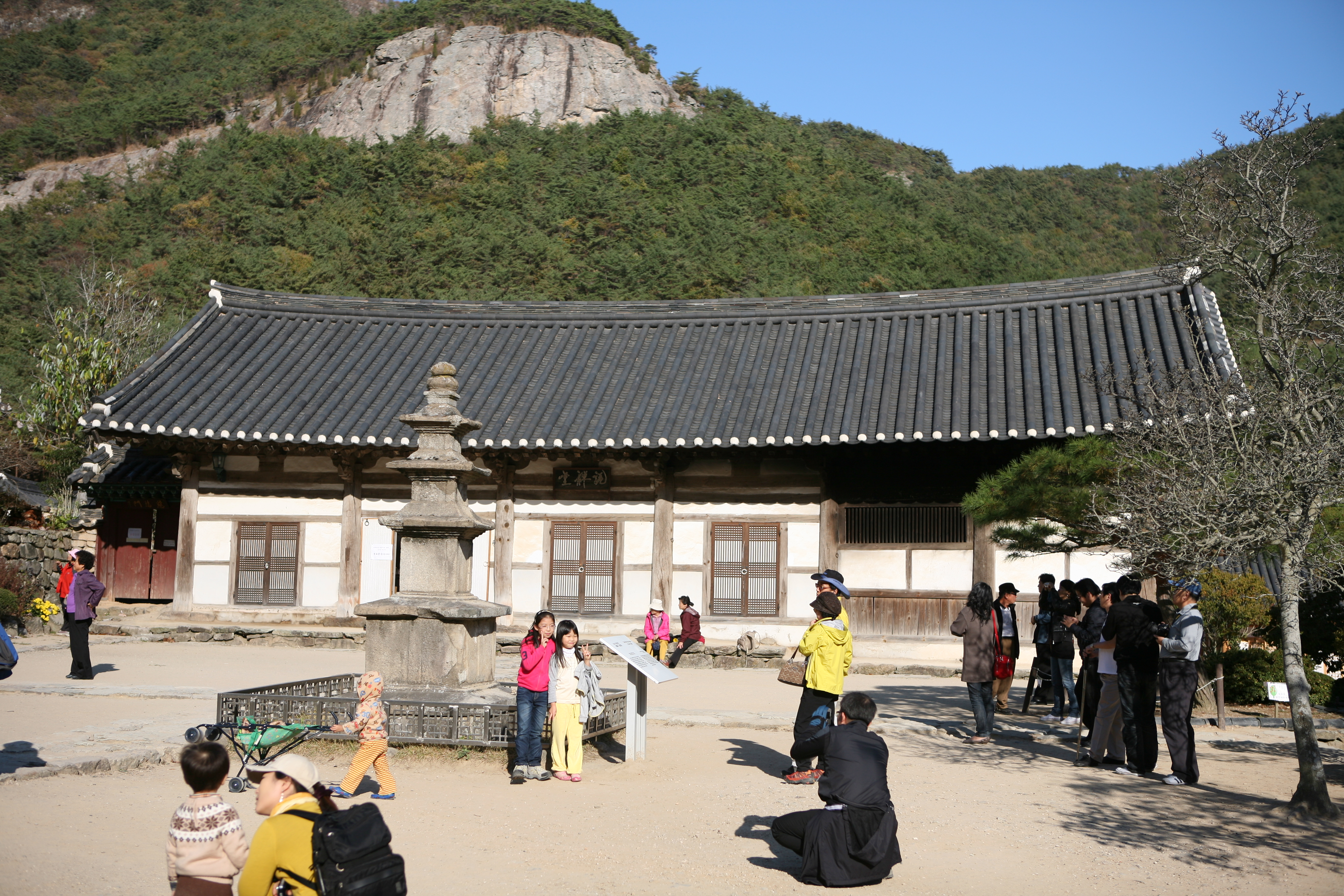
Trzykondygnacyjna stupa i budynek Sŏlsŏndang
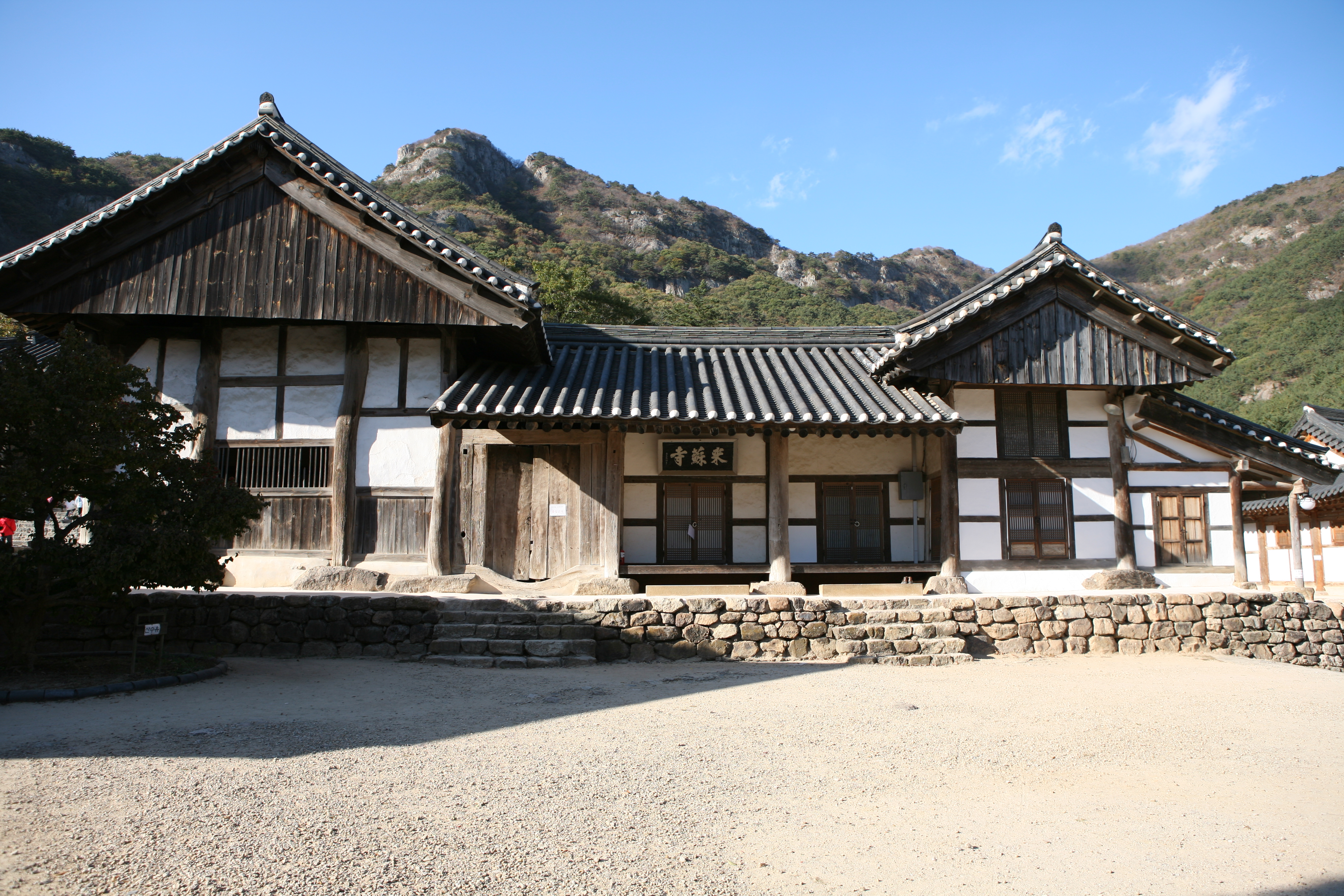
Sŏlsŏndang i Yosa
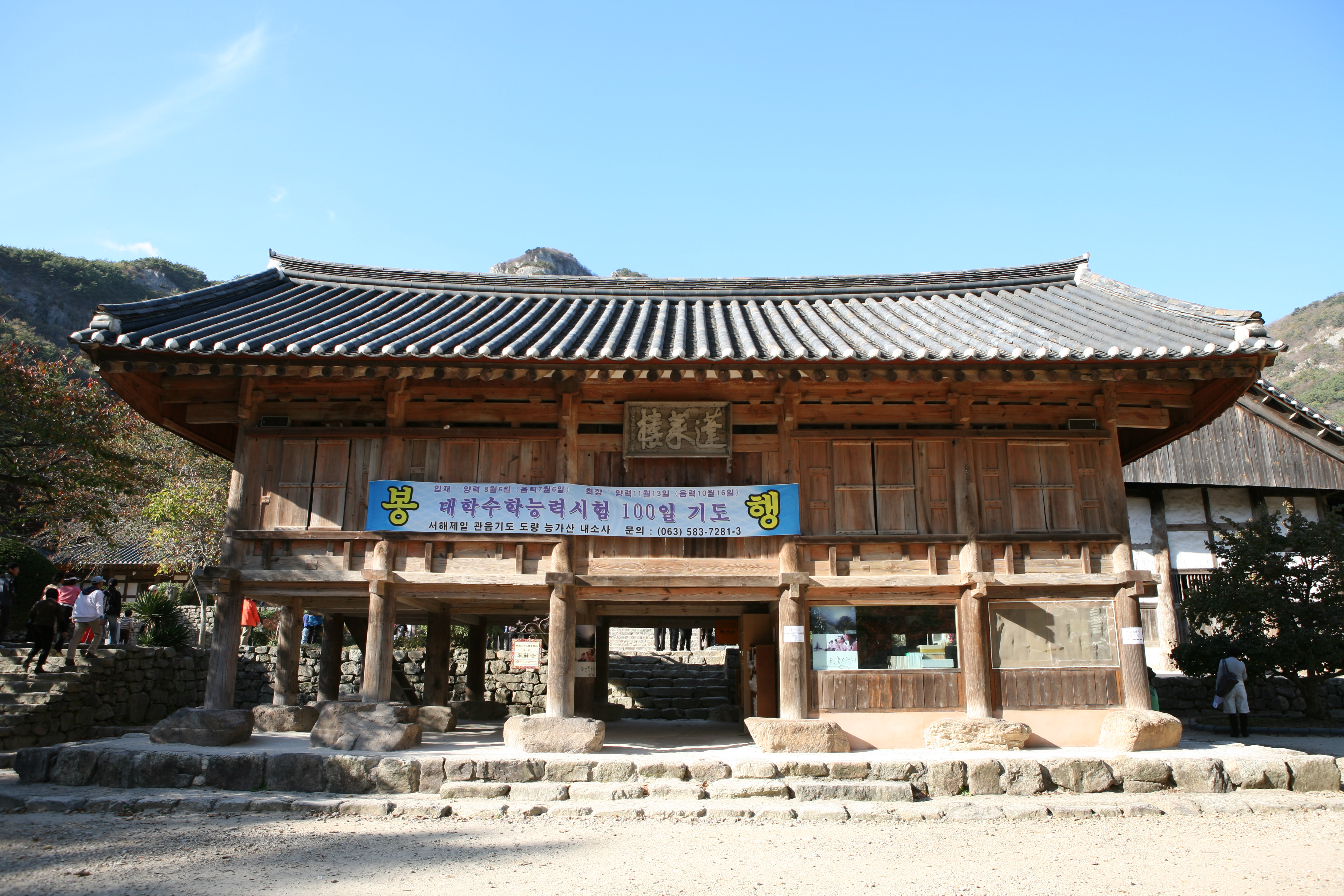
Bongnaeru
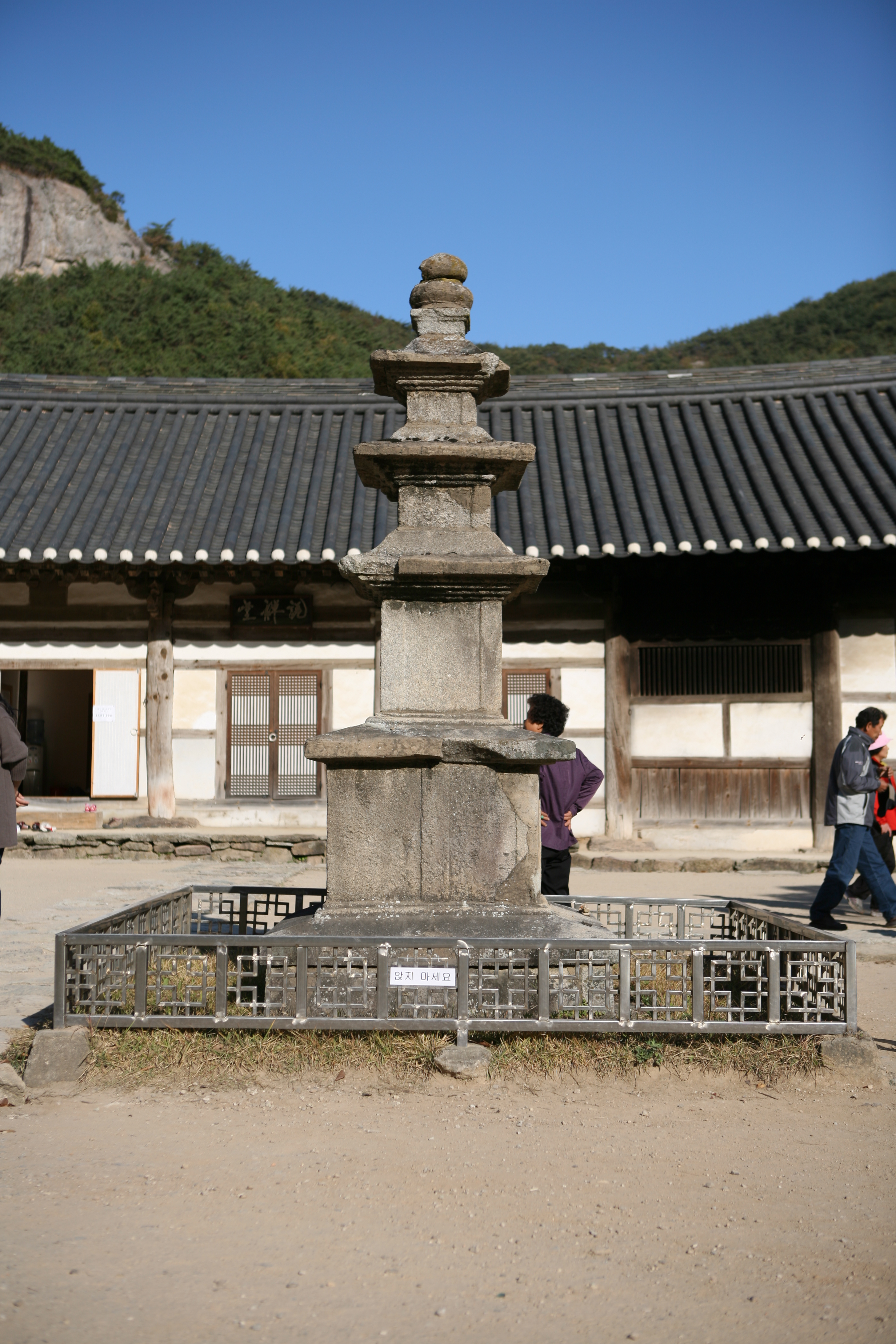
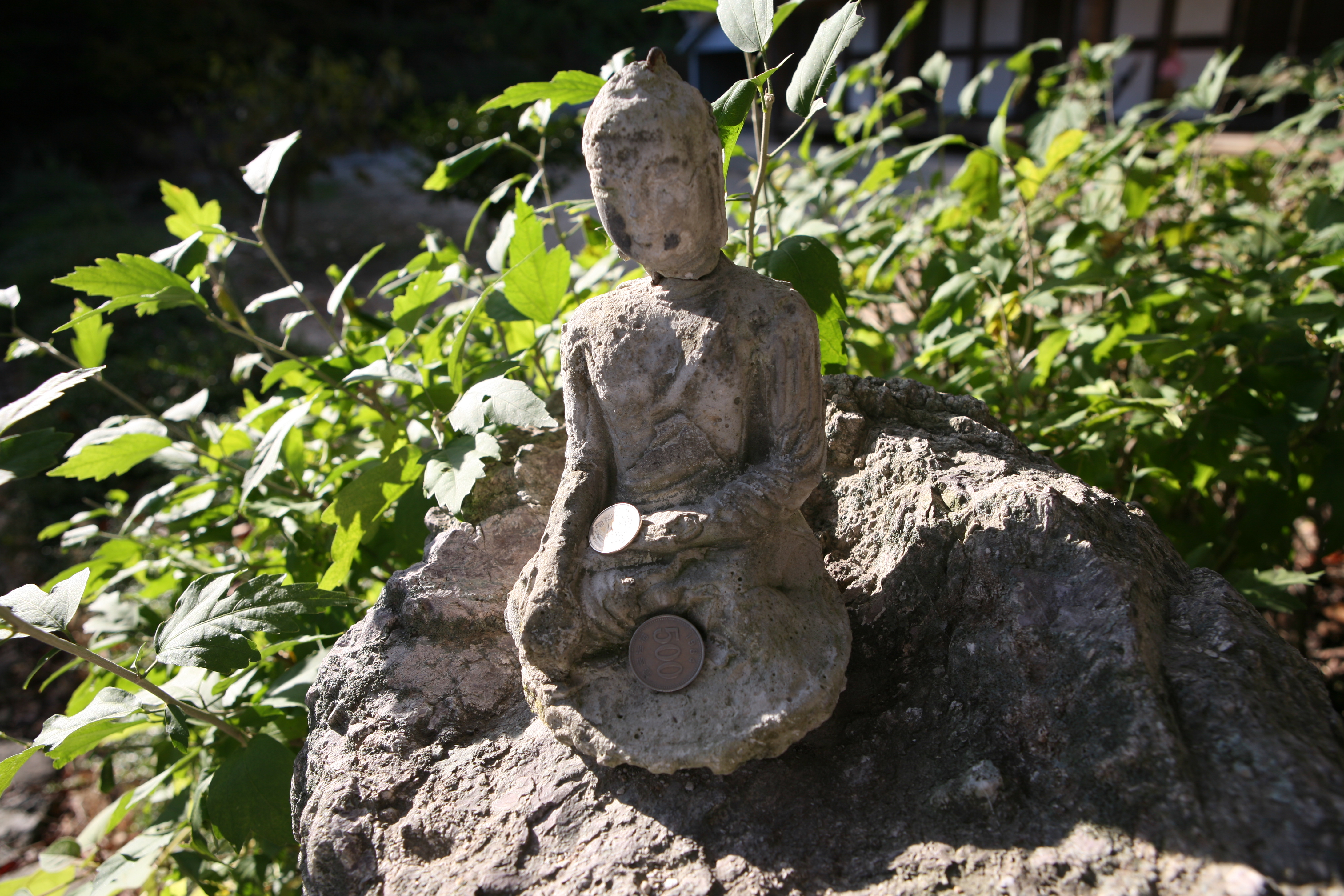
Mały kamienny Budda
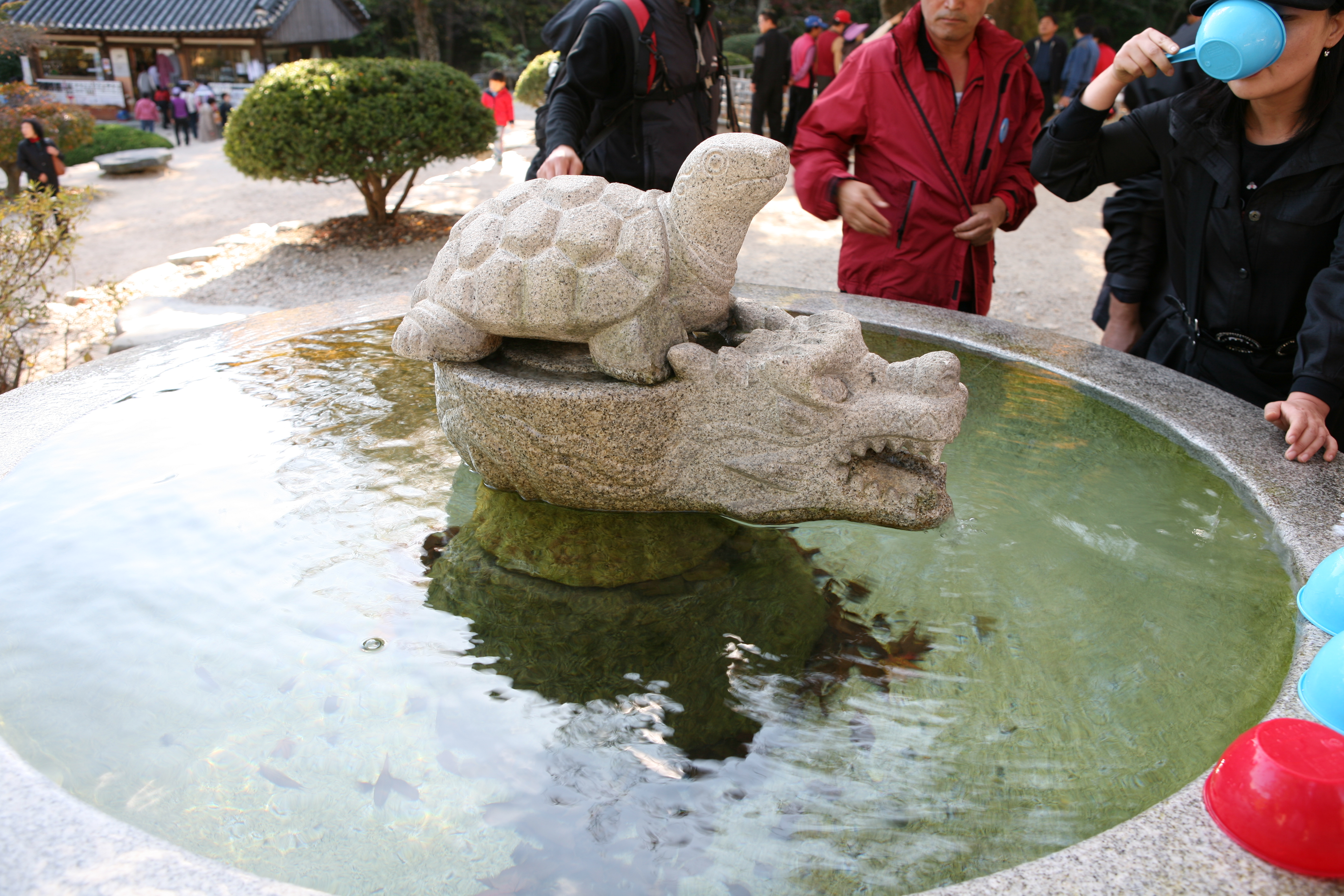
Zbiornik na wodę